# Anne-Gédéon de La Fitte de Pelleport
Anne-Gédéon de La Fitte, marquis de Pelleport  né à Stenay le 11 mai 1754, mort à Liège le 26 mars 1807, est un libelliste, homme de lettres et aventurier français.
Après avoir renoncé à la carrière des armes, il mène en Europe une existence d'aventurier littéraire et de journaliste frondeur. Ses écrits témoignent d'une pensée libre et d'un épicurisme teinté de nihilisme qui l'affilie avant 1789 aux Lumières radicales. Brissot, qui l'a connu et qui travailla à ses côtés à Neuchâtel et à Londres, en donne le portrait suivant dans ses Mémoires :
« Homme d’esprit mais sans fixité dans les principes, aimant les plaisirs quoique dénué de la fortune qui les procure […] [il] avait de l’esprit, l’apparence de la bravoure, un goût effréné pour le plaisir, un mépris profond pour toute espèce de moralité. C’était une sorte d’Alcibiade qui se prêtait à tous les rôles qu’on voulait lui faire jouer. »
Au lendemain de la Révolution française, il est successivement employé comme agent diplomatique de la Convention, avant de se faire espion et agent-double. Émigré, il se fixe à Hambourg où il occupe une place d'agent commercial avant de se lancer dans la fabrication de cire à cacheter tout en servant les intérêts britanniques. De retour dans la France consulaire, il tente de poursuivre son entreprise mais sans succès car suspect aux yeux des autorités. Il parvient alors à recevoir la charge de géomètre de la Meuse inférieure, département où il devait mourir à l'âge de cinquante-deux ans.
Sa vie est ponctuée de nombreuses incarcérations et marquée par une profonde mobilité voire un refus de toute forme de stabilité qui en font un témoin précieux de son temps, plus particulièrement dans le monde de la littérature clandestine, ainsi que dans la sphère du renseignement et de l'espionnage.

## Biographie

### Généalogie
Pelleport est né, comme il le dit lui-même, au « hasard des garnisons » . Antoine-Abraham de La Fitte de Pellaport (1646 – 1723) fut le premier membre de cette famille des militaires originaire de la région de Toulouse à se fixer en Clermontois qui dépendait des princes de Condé. La plupart des membres de cette branche se sont illustrés dans la carrière des armes. Cette famille dont la devise est 'Fiscum animo sedes' (« Je reste inébranlable ») a donné de nombreux officiers de cavalerie et d'infanterie. Antione-Abraham, nommé gouverneur de Mont-Louis le 11 mars 1719 fit souche dans la région en épousant Marie Barbe Izarn de Villefort, fille de la marquise de Villefort, sous-gouvernante des enfants de France.

### La famille Pelleport

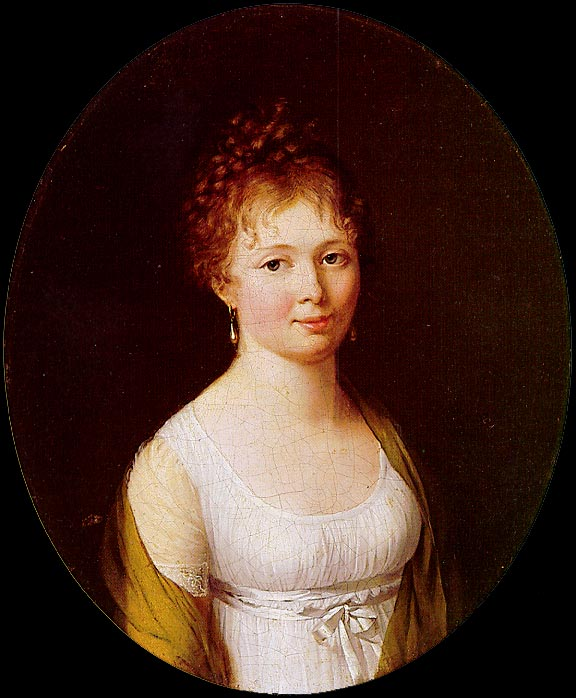
Gabrielle Joséphine de la Fite de Pelleport (1770-1837), Louis Boilly, 1794.

Son père, Gabriel-René (1724 - 1783), relativement pauvre, bénéficiait d'appuis à la Cour. Capitaine de cavalerie, il occupait la place d'écuyer et gentilhomme ordinaire de la maison du comte d'Artois et chevalier de Malte. Ce fils illégitime de Jean Anne-Gédéon de Joyeuse Grandpré prit pour première épouse Marie-Catherine de Geoffre de Chabrignac de Condé. De cette union devait naître neuf enfants. Anne-Gédéon en est l'aîné . On lui connaît deux sœurs, Marie-Scholastique (Stenay, 29 juillet 1758 – Salles, 1813) qui devait entrer dans les ordres et se faire élire abbesse d'un collège de chanoinesse du chapitre de Salles (Villefranche-sur-Saône) en 1783 et Reine-Marguerite-Dieudonné (Stenay, 21 avril 1764 - 1797), toutes deux élèves de la Maison Royale de Saint-Cyr. Deux de ses frères embrassèrent des carrières militaires, participèrent aux guerres révolutionnaires avant de connaître des périodes plus ou moins heureuses d’Émigration. Le 2 juin 1765, trois ans après le décès précoce de Marie-Catherine, Gabriel-René de Pelleport prit en secondes noces Marie Élisabeth de Givry (1732 - 1782) dont il eut cinq enfants. L'une d'elles, Gabrielle-Joséphine (1770 - 1837) émigra en Suisse avant de regagner Paris en 1791 où elle épousa Victor Marie du Pont (1767 - 1827), consul français aux États-Unis, fils de Pierre Samuel du Pont de Nemours et père de l'industriel américain Samuel Francis du Pont.

### Formation scolaire et militaire
Durant ses premières années, il ne voit que très peu son père partagé entre ses obligations à Versailles et les théâtres d'opérations de la guerre de Sept Ans. Il développe à Stenay un goût précoce pour la littérature  avant d'être conduit au collège Henri IV de La Flèche. Il intègre par la suite l'École militaire de 1764 jusqu'en 1770 où il témoigne de très bonnes dispositions pour les mathématiques, l'allemand et l'équitation. Il y suit par ailleurs, les leçons d'Edme Mentelle, capitaine d'infanterie, cartographe du roi, géographe qui enseigne histoire et géographie à l’École dès 1760 et lui ouvre les portes de son cercle parisien. Son assiduité au cours de Nicolas Beauzée, professeur de latin et grammairien de renom lui permet d'acquérir de solide notions de métaphysique et développe son goût des langues.
Cependant, des écarts de conduite scandalisant ses proches, plusieurs lettres de cachets sont déposées contre le jeune homme. Il est ainsi mis aux arrêts pour dettes à Arras. L’École lui retire sa croix de Saint-Louis ainsi que sa pension. Durant ses années, il reçoit la protection du maréchal de Richelieu dont il partage le goût pour le libertinage et les jeux.

Au printemps 1770, âgé de seize ans, il intègre le régiment d'Île-de-France alors à Valenciennes, sous le commandement du marquis Charles-Joseph de Lambert à la réputation de grande sévérité. Quinze mois passés, sans congé, il disparait en Hollande aux bras d'une comédienne, une « aventurière » qui lui donne un enfant et avec laquelle il projette de gagner la Pologne , « sans cependant qu'il ait fait dans le dit régiment aucune action qui blesse l'honneur ou les mœurs ». Arrêté à Bruxelles oùil trouve la protection de Colmont de Vaugrenant, on l'enferme au château de Sedan. S'étant aliéné toute sympathie au sein de l'École militaire et du régiment il se destine à l'état ecclésiastique et regagne ses terres de Stenay. Mais répondant à l'appel des amours et des voyages, il s'éprend d'une femme de chambre de la maison. Les amants passent un temps à Lausanne, puis séjournent dans la paroisse de Stenay (mars 1773) et enfin à Paris où on les trouve à la fin de l'année 1773 dans une « affreuse misère ». Son père, nourrissant une vive inquiétude, dépose plusieurs lettres de cachets contre lui. Détenu à la prison de l'Abbaye en janvier 1774, il est envoyé à Lorient puis embarqué de force au bord du Sainte-Anne le 21 avril, sous les ordres du capitaine Patrice Astruc (1726-1774). Il débarque à Saint-Denis de la Réunion le 27 avril 1774 et intègre le régiment d'Île-de-France comme volontaire, puis comme porte-drapeau en janvier 1775, sous les ordres du Charles-Henri-Louis d'Arsac de Ternay. Blessé à l'épaule gauche, des soins exigent son retour en France ce qui ne satisfait pas son père. En juillet 1775, ce dernier sollicite auprès du maréchal de Richelieu une place dans un régiment étranger qui éloignerait son fils de la capitale. En 1776, Anne-Gédéon demande à être admis dans les troupes coloniales ou à pouvoir être employé aux Provinces-Unies où le Stathouder lui a promis de l'emploi.

### Le refuge helvétique
Reformé des troupes coloniales et sans nouvelles du Secrétariat de la Guerre, il passe la frontière et cherche sans succès refuge à Neuchâtel « sans argent et sans aucun espoir », il exerce différents métiers, « jusqu'à ce louer pour cultiver la terre ». En 1777, le Conseil Général lui refuse l'autorisation d'exercer la géographie et les mathématiques. Il est accueilli par Jean-Pierre Convert, beau-frère de l'imprimeur Fauche, tous deux bourgeois de Neuchâtel. Il fréquente à l'occasion la maison de Pierre-Alexandre Dupeyrou, ami de Rousseau qui lui accorde sa protection.
On lui trouve une place de précepteur auprès de l'horloger Jean Diedeyet et il enseigne les mathématiques et la géographie au Locle. Il se lie avec Frédéric Samuel Ostervald et se rapproche de la Société typographique de Neuchâtel dont il est l'un des intermédiaires, collabore au Journal helvétique et rédige en 1779 un Essai sur la partie arithmétique de l'horlogerie un des rares ouvrages qu'il publie de son nom, avec la mention « officier du régiment de l'Ile de France ». Sous le pseudonyme du Révérend Père de Roze-Croix, il rédige également le Boulevard des Chartreux « poème chrétien » ou « aventures amoureuses d'un moine », irrévérencieuse satire antimonastique. Il fait la rencontre de Jacques Pierre Brissot - proche lui-même du cercle de Mentelle - dans ces années là.
Le 11 juin 1777, il épouse à Abbévillers, principauté de Porrentruy, une femme de chambre de la maison Dupeyrou, Elisabeth Salomé Lienhard de Frutigen qui lui donne plusieurs enfants. Son épouse, calviniste, abjure sa foi pour le catholicisme en 1779. Le couple et leurs deux enfants, Pierre-Alexandre (né en 1778) et François Julie Marie (né en 1779) rentrent à Stenay au printemps 1780 où est officialisée une union légale. Le second mariage de son père et des spéculations malheureuses ruinent le peu qui lui reste. Pour fuir ses créanciers, Pelleport gagne Londres où il a noué des relations par l'intermédiaire de la Société typographique de Neuchâtel et de Brissot.

### L'aventure londonienne
Il gagne La Haye en 1781, occupe un temps une place dans les bureaux du duc de la Vauguyon et y compose vraisemblablement les scandaleux Petits soupers de l'hôtel de Bouillon où se trouve ridiculisé le marquis de Castries alors Secrétaire d’État à la Marine. Il trouve refuge à Londres en juillet 1782 accompagné par Charles Angélique de Joubert. Installé dans une pension de Chelsea, il donne des leçons de mathématiques et de langues françaises . Il y fréquente assidument Brissot par lequel il entre en contact avec Serres de la Tour qui l'emploie au Courier de l'Europe pour la rédaction des nouvelles étrangères.
 C'est dans cet emploi qu'il rencontre Samuel Swinton, co-directeur du Courier, avec lequel il se livre à l'occasion à la contrebande de champagne. Il fréquente également Linguet, premier mentor de Brissot.
En lien avec le genevois David Boissière, principal libraire français installé depuis dix ans à Londres, il se propose de négocier la suppression d'ouvrages obscènes ou érotiques sont dirigés contre la Cour de France - Les Petits soupers de l'hôtel de Bouillon -  contre Marie-Antoinette -les Passes-temps de Toinette ou contre Vergennes - Les Amours du Vizir Vergennes. Sa familiarisant très vite avec la langue anglaise, il entreprend plusieurs travaux de traductions dont celle du  Modern Atlantis or The Devil in a Air Balloon (1784), des ouvrages de Lavater et des Letters on political Liberty de David Williams dans lequel il insère des critiques à l'égard de la monarchie française, et appelle de ses vœux une insurrection populaire. Il entreprend également l'ébauche d'un Compte rendu au peuple anglais de ce qui se passe chez la nation française contenant toutes les anecdotes secrètes et scandaleuses de la cour de France et de ses ministres. Des passages entiers de la seconde édition des Lettres sur la liberté furent publiées dans le Journal du Lycée de Londres en mai 1784. Il se trouve impliqué en 1783 dans une opération de police dirigée par l'inspecteur Receveur et l'ancien libelliste Charles Théveneau de Morande, tous deux chargés de racheter les libelles français et d'en punir les auteurs.

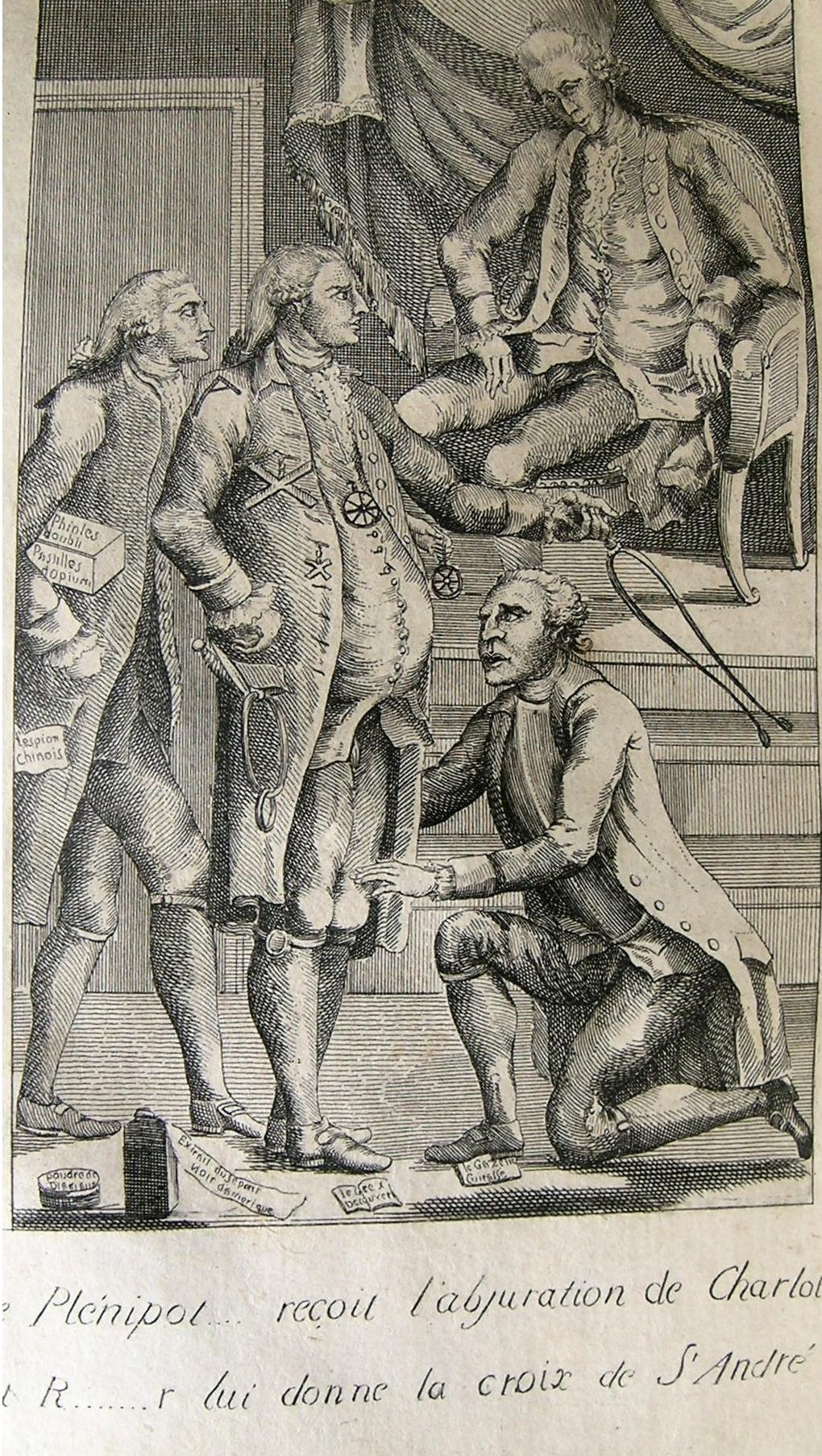
Frontispice du Diable dans un bénitier.

Pour se venger des menées des deux hommes et s'en protéger, il rédige en 1783 un pamphlet qui retrace les opérations de la police de Paris et de Morande contre les libellistes français : Le Diable dans un bénitier et la Métamorphose du gazetier cuirassé en mouche, ou tentative du Sieur Receveur. Dans cet ouvrage ou ne sont épargnés ni les Secrétaires d'État en place, ni les ambassadeurs français en poste à Londres, il brosse le portrait d'un royaume despotique et corrompu et le tableau rocambolesque des réfugiés français à Londres.

### Le tombeau de la Bastille
Le libelle ainsi que le projet d'une entreprise éditoriale concurrente du Courier de l'Europe éveillent contre lui la colère de Morande et de l'ambassade de France. Attiré en France sous la promesse d'un poste de traducteur par Samuel Swinton, il est arrêté à Douvres par l'agent diplomatique Buard de Sennemar et l'inspecteur Longpré, puis embastillé pour ses travaux de plume le 11 juillet 1784. Il est alors le voisin du marquis de Sade emprisonné le 29 février.
Lors des interrogatoires, menés par Lenoir, s’il accepte être l’auteur du Diable dans un bénitier, il récuse le fait d’avoir rédigé ou participé à la rédaction de libelles contre la Reine.
Sa détention semble avoir été douce. Il est apprécié par le gouverneur de la Bastille, le marquis de Launay, à la fille duquel il donne des leçons de musique. En retour, le gouverneur lui rendait des services, lui procurant papier et encre et lui faisant passer « des melons et autres gourmandises dont il était friand. »  Il se livre à différents travaux, rédige des poèmes, une étude des langues vivantes et vraisemblablement l'ébauche de son roman picaresque et satirique Les Bohémiens.
Dans cette captivité, il eut comme compagnon un ancien libelliste et escroc, Jean-Claude Fini, soi-disant comte de Chamoran, qui n’eut de cesse de s'en plaindre. Les deux hommes s'étaient connus à Londres. Il occupe un temps une cellule voisine de celle de Jeanne de Valois-Saint-Rémy, autre connaissance londonienne par laquelle il fait passer les lettres à sa famille par l'intermédiaire de son avocat Doillot. Dénoncés, ils échangent une correspondance en faisant passer leur lettres par une meurtrière.

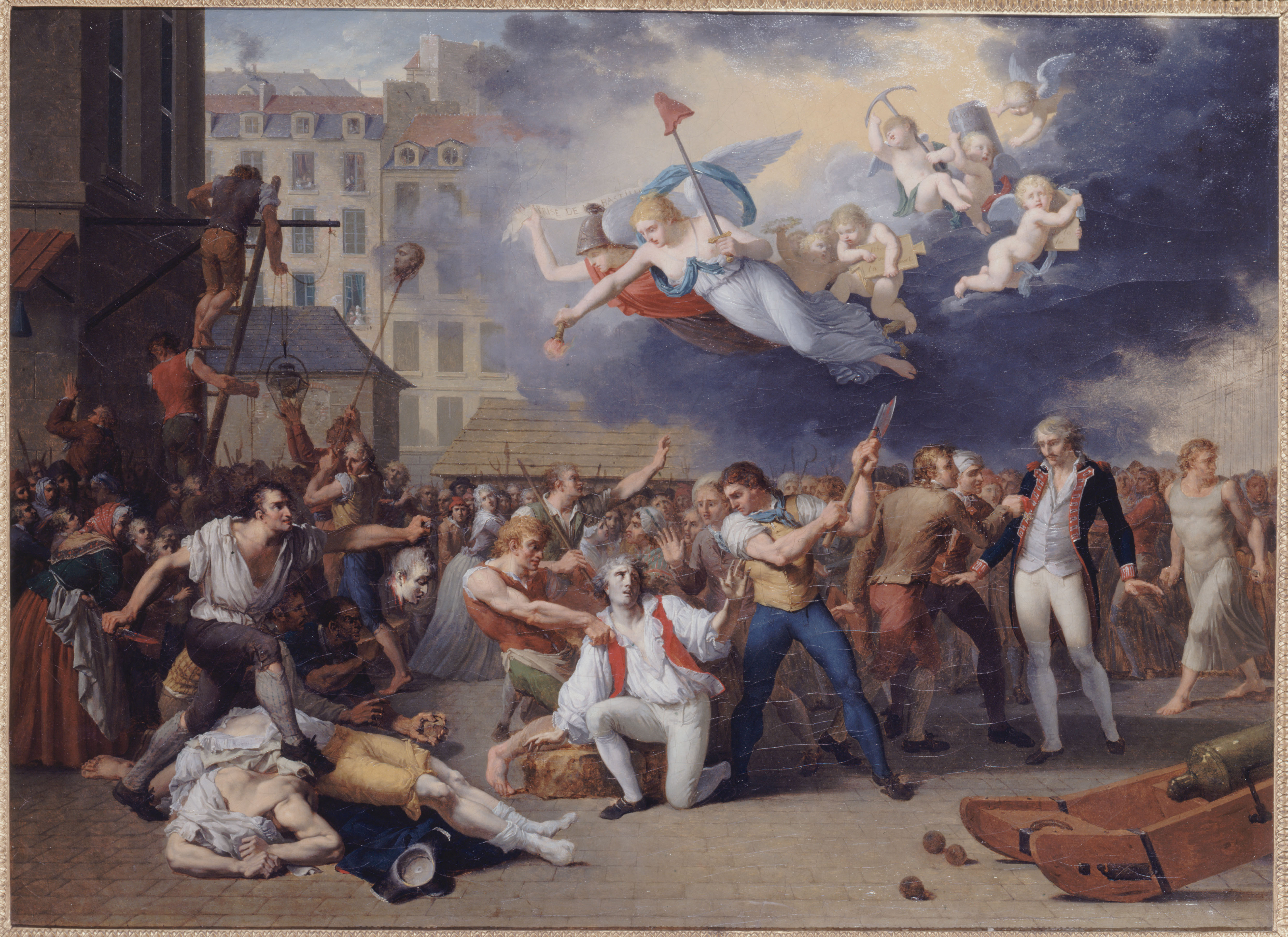
Peinture de Charles Thévenin en 1789, musée Carnavalet.

Libéré au mois d'octobre 1788 par l'intermédiaire de M. de Villedeuil et du chevalier Pawlet — au moins « protecteur » de sa femme pendant sa captivité —, il continue de recevoir une pension royale de trois cents livres, à titre de  « secours annuel » mais doit se tenir « toujours à trente lieues de Paris ».
 Il regagne ses terres de Stenay sans Elisabeth Salomé. Puis, Député extraordinaire du canton de Rocroi, chargé d'une mission relative à des défrichements, il se rend à Paris où ses enfants sont accueillis à l'Ecole des orphelins militaire. Le 14 juillet 1789, quand le peuple parisien s'empare de la forteresse, il risque sa vie en vain pour sauver celle du major Antoine-Jérôme de Losme-Salbray, arrêté comme l'ancien gouverneur et mis à mort avant d'avoir atteint la place de l'Hôtel de Ville. Pelleport est arraché des mains des émeutiers par Jean de Manville, lui aussi ancien pensionnaire de la forteresse. Cette scène a été immortalisée par le peintre Charles Thévenin.

### Agent de la Révolution?
Il regagne Londres dès septembre 1789, puis Stenay d'où il cherche à obtenir justice de l'inspecteur Longpré et du baron de Breteuil qu'il estime responsables de sa détention illégale et dénonce dans un nouvel écrit l'injustice des lettres de cachet dans un appel « aux habitants du Clermontois » en 1790.
Naviguant entre Londres et Paris pour le compte de Montmortin en 1790, résidant à Longwy, il est employé à des missions diplomatiques dès 1791 à Vienne. Il effectue de fréquents voyages à l'abbaye d'Orval, Mahneim et Coblentz et se charge du courrier diplomatique de Montmorin vers les cours allemandes durant l'année 1791. Ses connaissances de l'Angleterre incitent Valdec Delessart à l'envoyer comme agent et espion à Londres au plus tard en 1792. Mais le 7 février 1792, son jeune frère, Claude-Agapite de Pelleport, paraissant suspect à la municipalité de Stenay, est arrêté en compagnie de Pierre-Jean Lambelet, maître de langue suisse que Pelleport avait bien connu à Londres. Le frère aîné, qui emploie les deux hommes, se livre aux autorités peu de temps après. À la séance de l'Assemblée législative du 17 février suivant, le Comité diplomatique fit savoir à l'Assemblée « que les frères Pelleport étaient réellement chargés d'une mission de la part du gouvernement, qu'ils avaient des passeports en règle » et que c'était à tort qu'ils avaient été arrêtés arbitrairement par les municipalités de Stenay et de Neuville. Le Comité proposait que l'Assemblée décrétât que « MM. Pelleport et Lemblay seront élargis sur-le-champ, et que le scellé mis sur les effets de M. de Pelleport sera levé ». Ces fréquents voyage à Chimay sont suspects pour nombre de députés et des contemporains qui les associent aux opérations qui préparèrent la fuite à Varennes. Delassart informe le Comité diplomatique que l'on ne peut compter sur sa probité et que bien qu'il fût « utile à l’État, fût en même temps l'agent des princes rebelles ». A la chute de Dumouriez, la Convention recommande aux commissaires envoyés en Belgique de prendre des mesures contre sa personne. Il est cependant réemployé dès juin 1793 par Deforgues et Barère de Vieuzac et gagne la confiance d'Hérault le jeune. Envoyé à Chimay par le Conseil exécutif à la fin de l'année 1793, se faisant passer pour émigré, il prétend pouvoir entrer en contact avec la chancellerie de Metternich pour discuter d'éventuelles négociations de paix et nouer des relations avec l'état-major du prince de Cobourg. Cette entreprise semble peut concluante, le prince de Cobourg se méfiant des émigrés français. Pelleport est assisté dans cette mission par Etienne Dona, originaire de Dinan-sur-Meuse. Son épouse ayant demandé le divorce, il est accompagné par sa nouvelle femme, Marie-Louise Chevry qui le rejoint à Liège et lui donne une fille.

### Les années d'émigration
Dénoncé par Joseph-Dominique Cussy-Maratray, secrétaire auprès du prince de Chimay et Joseph-Henry de Verteuil, officier du régiment de Lorraine, il est arrêté sur ordre du prince de Cobourg en août 1793. Incarcéré dix-huit mois, il est libéré et transféré à Bruxelles sous condition de ne regagner la France qu'après la paix. En France, Pelleport est décrété d’accusation et déclaré émigré. Après avoir servi comme secrétaire auprès du lieutenant de Schröder, commandant au Luxembourg, il intègre en avril 1794, la communauté des réfugiés français de Brême. Cherchant à se mettre en relation avec le gouvernement français, il se rend chez Jeremias Boisselier, protestant qui occupe le poste de Consul de France, mais ses requêtes restent sans réponse. Il occupe alors plusieurs places de précepteur mais sans parvenir à en vivre. Il se lance dans la fabrication de savon et de cire à cacheter et de bougie « de blanc baleine dont Mme Pellepore est l'inventrice ». A Brême, il côtoie le chevalier de Montardat et entre dans le réseau contre-révolutionnaire. On le retrouve en 1798 à Hambourg où il prête ses services au représentant britannique pour les villes hanséatiques James Gregan Craufurd dans la surveillance des United Irishmen et participe à l'arrestation de William Duckett. La même année, il est missionné par John Mitchell, consul britannique à Hambourg, pour défendre les intérêts diplomatiques de la Cour de Londres auprès du Danemark et ainsi s'opposer à la France républicaine. Passé à Altona où il sert Charles de Hesse-Cassel, il se rend au Danemark où il occupe un poste de représentant commercial pour une entreprise locale qui le charge d'approvisionner le général Nelson.

### Retour dans le Paris consulaire
En 1800, il est recherché par l'administration batave. Il requiert l'autorisation de rentrer en France auprès de Fouché en février 1801. C'est chose faite dès septembre, accompagné de sa seule fille Charlotte, muni d'un passeport délivré à La Haye par Charles-Louis Huguet de Semonville où il rappelle qu'il est « sorti en France sous le ministère du citoyen Desforgues, avec autorisation et sous les soins du Comité de Salut public ». La même année, sa fille Désirée épouse Bernardin de Saint-Pierre. 

En 1802, un capital légué par sa grand-tante paternelle lui permet de s'associer avec madame Cosseron-Lagrenée pour laquelle il fabrique de la cire. Il profite de la loi d'amnistie pour récupérer ses biens parisiens. Mais, en novembre, il est arrêté par la police consulaire sous l'accusation de propos contre le gouvernement. Ses déclarations royalistes, réactions à des « reproches généraux, mais amers, faits à la noblesse française » furent tenues en présence d'une proche de Joséphine de Beauharnais, Marie-Euphémie-Désirée Tascher de la Pagerie. Cet épisode le conduit pour quelques mois au Temple. Lors des interrogatoires, il réfute les accusations de conspiration et d'intelligence avec l'Angleterre mais martèle son attachement à l'Ancien Régime. Libéré en janvier 1803, grâce à l'appui de ses proches et de son beau-frère Dupont, il est contraint de demeurer à Stenay-Popincourt sous la surveillance des autorités locales. Mais pendant un an, il se soustrait à cette obligation et se rend à Paris pour recevoir le testament de Jeanne-Catherine Chabrignac de Condé . Il fixe ensuite sa résidence à Versailles chez sa grand-tante, s'occupe de travaux de rédactions et obtient même du Ministre des Finances, le poste de géomètre en chef de la Meuse-inférieure . Mais, surveillé, il doit se résoudre à regagner Stenay tout passeport lui étant refusé la police suspectant en lui un agent de la conspiration. Désirée de Pelleport, épouse Saint-Pierre, cherche auprès de son mari des appuis pour venir en aide à son père. Il est autorisé à quitter la capitale grâce à ses puissants appuis et exerce, dès janvier 1806, la charge de vérificateur des cadastres du département de l'Ourthe jusqu'à sa mort.

### Remarques
Ses frères sont Louis-Joseph de La Fitte de Pelleport (1757 - 1836) l'aîné et Claude François-Agapithe. Louis-Joseph est le père de Wladimir de la Fite, comte de Pelleport, écrivain français connu sous le pseudonyme de Piotre Artamov, né au château de Krioukovo (Viazma), le 28 février 1818.
Plusieurs membres de cette branche des La Fite-Pelleport ont joué lors de la Révolution des rôles mal connus. L'État militaire de 1789 mentionne un « Laffite-Pelport », capitaine en second de grenadiers au régiment de Vivarais mais comme Anne-Gédéon était embastillé de 1786 à 1788, cet officier ne peut être qu'un frère ou un parent.
Sa femme lui a donné quatre enfants. Ses fils furent placés à l'École des orphelins et moururent sans postérité au service de la Russie impériale.
L'une de ses filles, Marguerite-Charlotte-Désirée, fut l'épouse de Bernardin de Saint-Pierre, puis du littérateur Louis-Aimé Martin.

## Œuvres
- Essai sur la partie arithmétique de l'horlogerie, in 8-octo, Société typographique de Neufchâtel, 1779.
- Le Boulevard des Chartreux, poème chrétien « à Grenoble, de l’Imprimerie de la Grande Chartreuse », 1779 (attribué)
- Les Petits soupers et les nuits de l’hôtel de Bouillon. Lettre de M. le comte de… à milord ..., au sujet des récréations du marquis de Castries et de la danse de l'ours, anecdote singulière d'un cocher qui s'est pendu à l'hôtel de Bouillon au sujet de la danse de l'ours., Bouillon, 1783 (attribué).
- Les Passe-temps d’Antoinette (attribué).
- Les Amours du Vizir Vergennes (attribué).
- Le Diable dans un Bénitier et la Métamorphose du GAZETIER CUIRASSE en mouche, ou tentative du Sieur Receveur, Inspecteur de la Police de Paris, Chevalier de St. Louis pour établir à Londres une Police à l'instar de celle de Paris…, Londres, 1783, 159 p.
- Les Rois de France dégénérés par les princesses de la maison d’Autriche, avec estampe (attribué).
- Le Tocsin ou avis à toute personne et surtout aux étrangers, (placard attribué), Londres, 1783.
- Les Bohémiens, Paris, rue des Poitevins, hôtel de Bouthillier, 1790, 2 vol. , in-12. (conservé à la bibliothèque du château d'Oron.) , réédition Mercure de France, 2010, par Robert Darnton.
- Le Diable, Histoire satyrique traduite de l'anglais, Paris, Le Normant, 3 vol.  avec figures, 1802.

## Sources

### Sources manuscrites
- Archives des Affaires étrangères (Orsay), Correspondance politique, fonds Angleterre (AAE CP Ang.), vol. 549, 542,
- Bibliothèque de l’Arsenal, Fonds Archives de la Bastille, Ms. 12.454 (Pellepore, Chamorand).
- Bibliothèque municipale d’Orléans, Ms. 1422 ( Mémoires de Lenoir, titre sixième).

### Sources imprimés
- Brisot, Mémoires de Brissot (1754 – 1793), note de Claude Perroud, chapitre XII.
- Charpentier, La Bastille dévoilée ou Recueil de pièces authentiques pour servir à son histoire, Paris, Dessenne, 1789, 3e livraison.
- Correspondance secrète, politique, & littéraire dite de Mettra, 20 juillet 1784, t. XVI, Londres, 1789.
- Imbert de Boudeau, Chronique scandaleuse, tome 3e, Paris, 1789.